# ميكا ك.
ميكا ك. هي مغنية صربية، ولدت في 6 أغسطس 1983 في Kanjiža ‏ في صربيا.